# 肖燕军
肖燕军（1949年5月—），汉族，中华人民共和国政治人物，第十届全国政协委员、第十一届全国政协委员。
加入中国农工民主党，担任农工党中央常委、组织部部长。2008年，当选第十一届全国政协委员，代表中国农工民主党，分入第十组。并担任人口资源环境委员会专委。